# 36-та моторизована дивізія (Третій Рейх)
36-та моторизована дивізія (Третій Рейх) (нім. 36. Infanterie-Division (mot.) — моторизована дивізія Вермахту за часів Другої світової війни. 1 травня 1943 знову перетворена на 36-ту піхотну дивізію.

## Історія
36-та моторизована дивізія сформована 15 листопада 1940 шляхом переформування 36-ї піхотної дивізії й доведення її до штату моторизованої дивізії. На відміну від регулярної піхотної дивізії Вермахту зразка 1940 року ця дивізія складалася з двох мотопіхотних полків (по три мотопіхотних батальйони в кожному), одного артилерійського полку (2 легких, 1 важкого і 1 зенітного артилерійських дивізіонів), танкового батальйону, мотоциклетного (розвідувального) батальйону, протитанкового дивізіону, саперного батальйону, батальйону зв'язку, медичного батальйону, запасного батальйону і тилових служб.

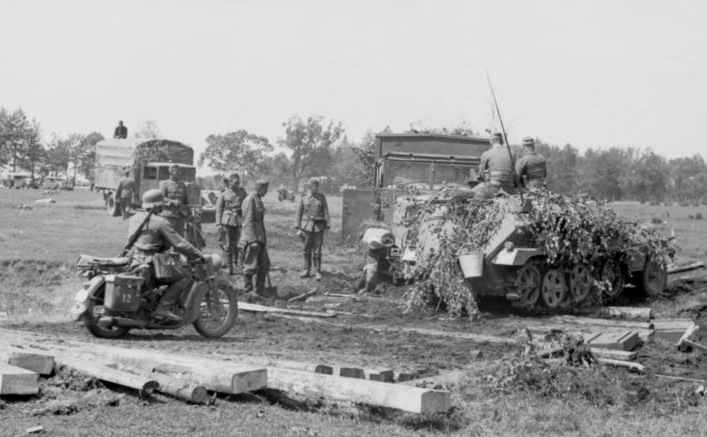
Моторизований підрозділ на мотоциклах та бронетранспортерах Sd.Kfz 250 зосереджується після подолання водної перешкоди. Операція «Барбаросса». Червень 1941

Наступ 4-ї танкової групи на північному напрямку німецько-радянського фронту 10-14 липня 1941

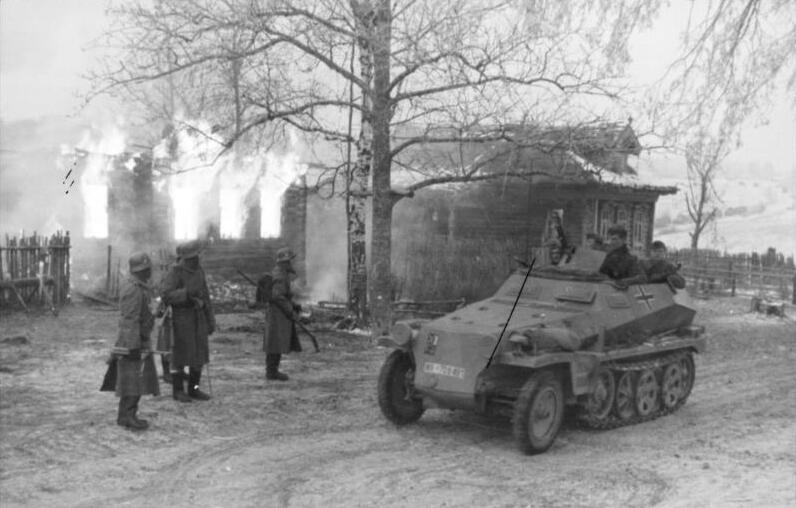
Німецький підрозділ на бронетранспортері Sd.Kfz 250 в російському селищі. 1942

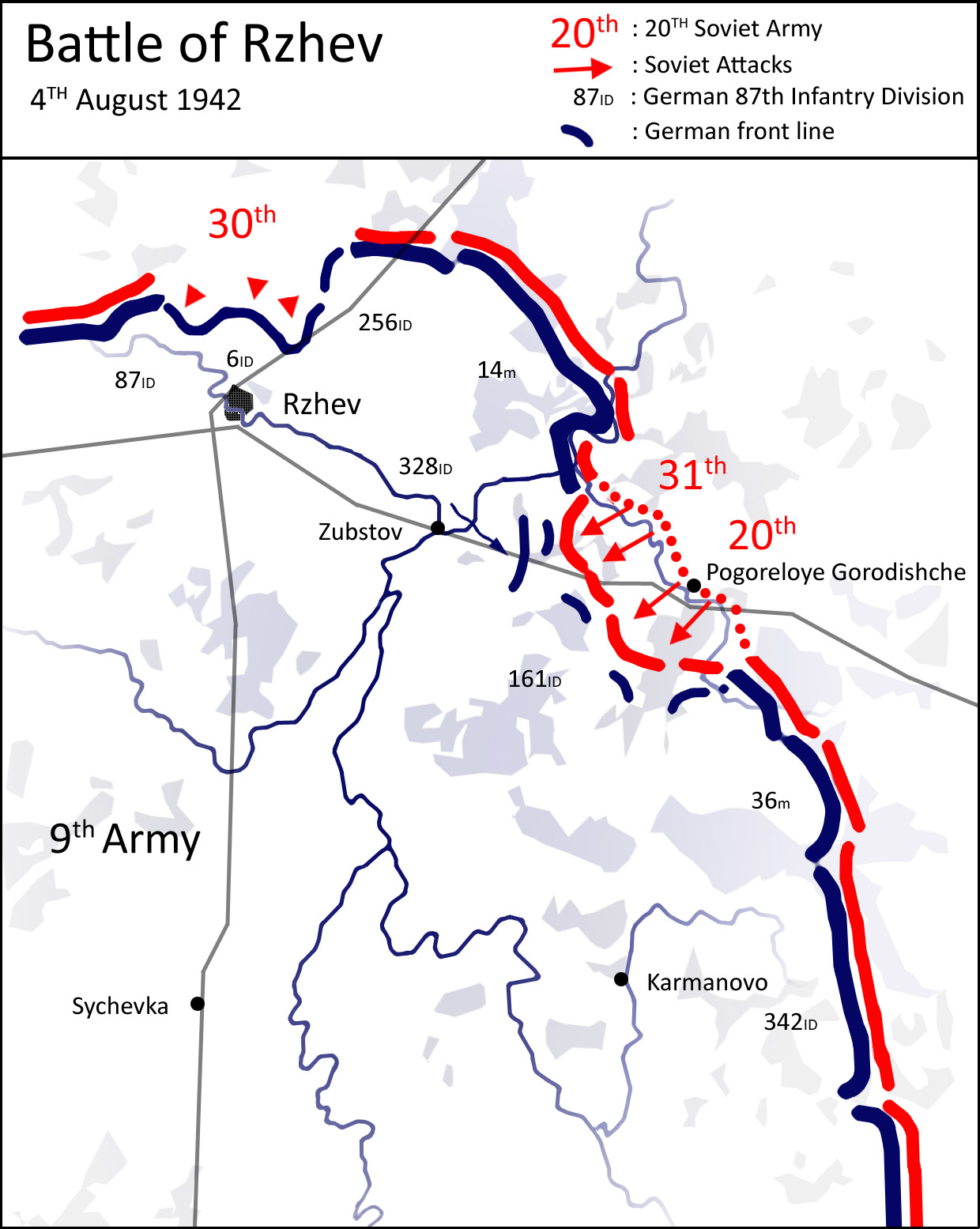
Перша Ржевсько-Сичовська операція. 4 серпня 1942

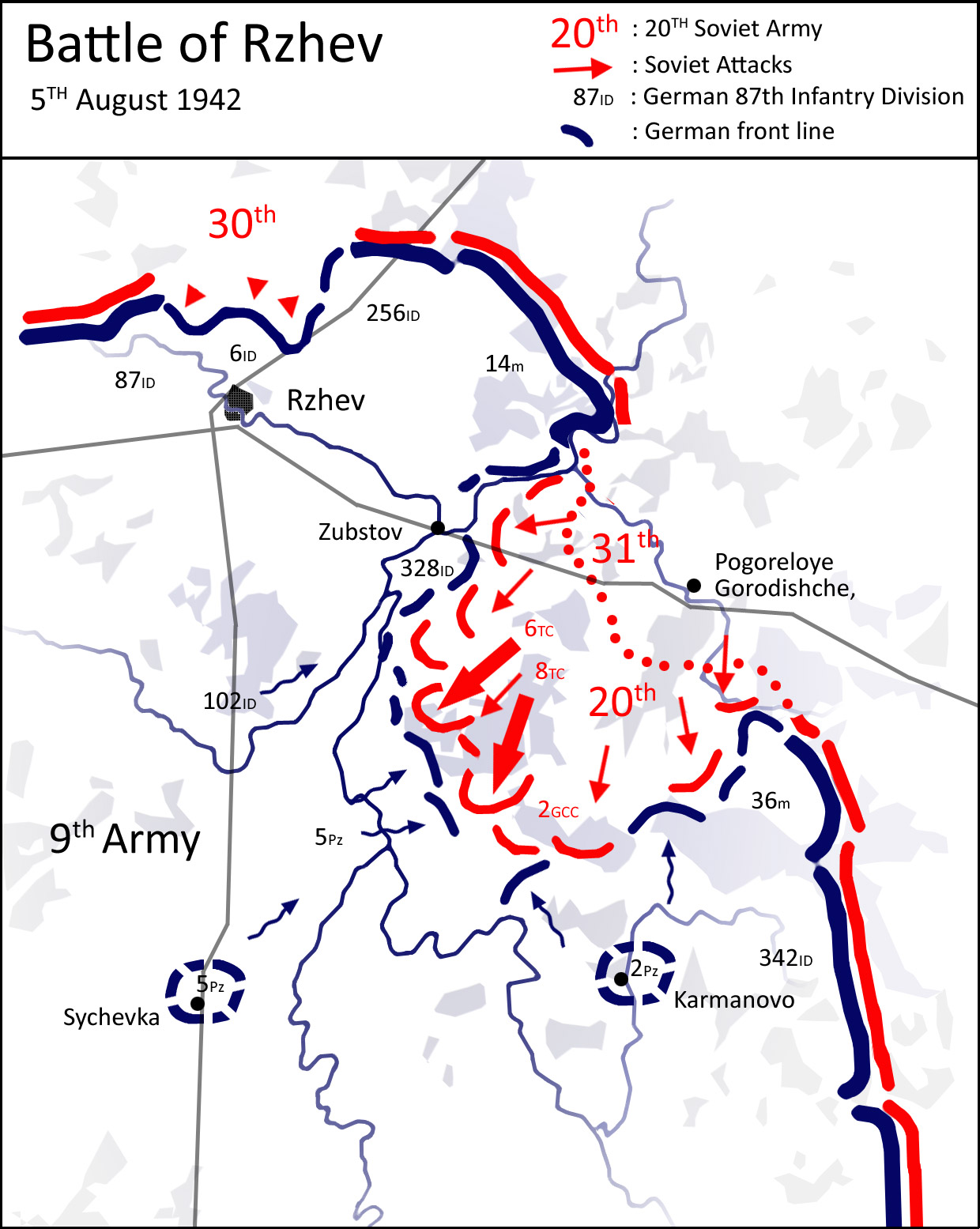
Перша Ржевсько-Сичовська операція. 5 серпня 1942

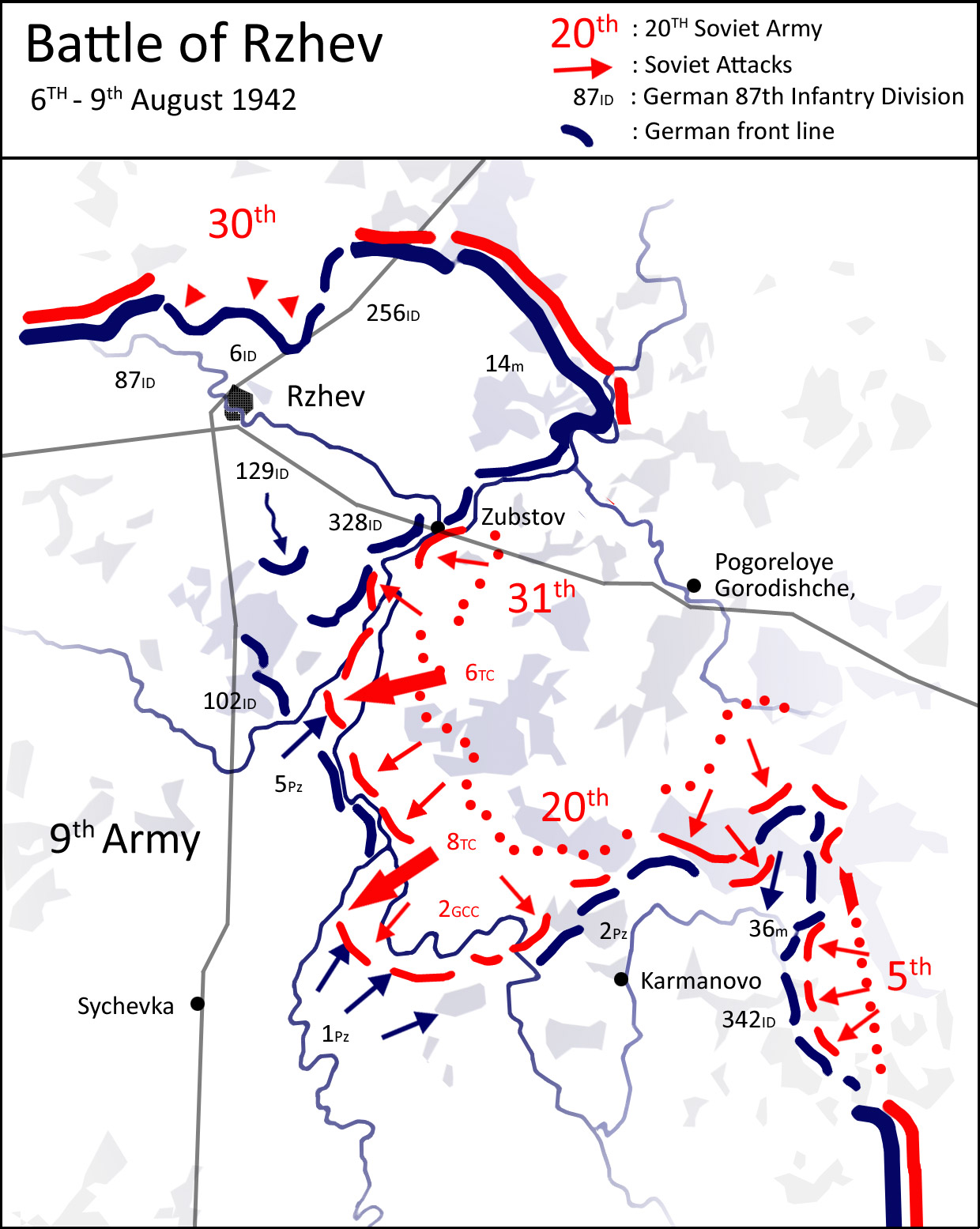
Перша Ржевсько-Сичовська операція. 6—9 серпня 1942

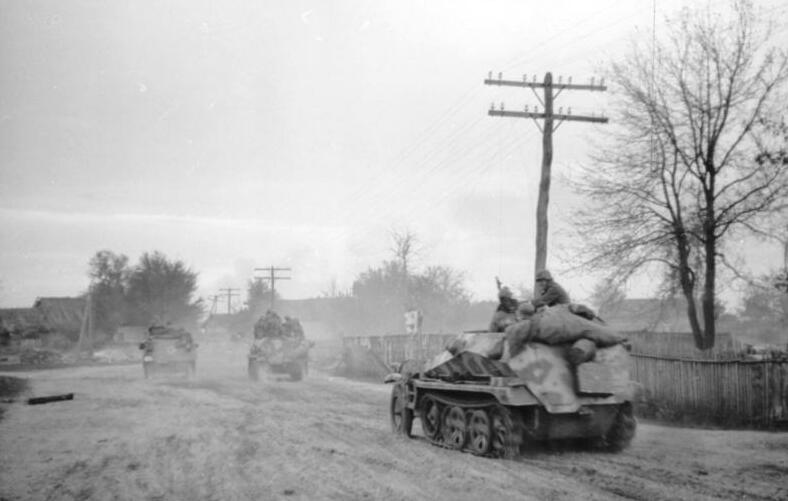
Німецька моторизована піхота на бронетранспортерах Sd.Kfz 250 і Sd.Kfz 251 просувається населеним пунктом. Зима 1943

За штатом у 36-й моторизованій дивізії перебувало: 16 445 осіб особового складу; 54 танки; 14 самохідних штурмових гармат; 30 бронеавтомобілів; 12 150-мм і 36 105-мм гаубиць; 24 75-мм гармат; 42 50-мм і 34 37-мм протитанкових гармат; 42 зенітних гармати; 55 81-мм і 85 50-мм мінометів; 375 ручних і 130 важких кулемета; 3 052 автомобіля; 1 323 мотоцикла.
Після завершення формування дивізія деякий час перебувала на полігонах окупованої Франції та західної Німеччини, доки її не передислокували на схід до Генеральної губернії, де включили до складу XXXXI моторизованого корпусу групи армій «Північ».
22 червня 1941 року 36-та моторизована дивізія, прорвавши оборону прикордонних військ та першого ешелону Північно-Західного фронту генерала Кузнєцова Ф. І., поринула вглиб території Прибалтики. Дивізія хустка просувалася вперед, вела бої в Литві, біля Таураге, на річці Дубіса. Не знижуючи темпів наступу моторизована дивізія продовжувала рух вперед; бої біля Мадони, Алуксне.
9 липня увірвалася в Псков, з ходу опанувавши місто. 17-19 липня 1941 року дивізія разом з 58-ю піхотною дивізією вели бої за Гдов, де завзято оборонялася в оточенні 118-та стрілецька дивізія.
12 липня німецькі війська зіткнулися з частинами прикриття Лузького оборонного рубежу в районі річки Плюсса і в ході запеклих боїв були зупинені. Німецький наступ на Ленінград призупинився на цілий місяць. Для прориву Лузького оборонного рубежу командування групи армій «Північ» утворило три ударні угруповання військ. XXXXI моторизований корпус (1-ша, 6-та, 8-ма танкові, 36-та моторизована та 1-ша піхотна дивізії) з XXXVIII-м армійським корпусом (58-ма піхотна дивізія) увійшли до Північного ударного угруповання генерал-полковника Е.Гепнера за підтримки з повітря 1-го повітряного корпусу генерала авіації Г. Ферстера, діяв із захоплених плацдармів Іванівське та Сабськ на річці Луга у напрямку через Копорське плато на Ленінград з заходу.
14 серпня 1941 після серії запеклих боїв на Лузькому рубежі дивізії XXXXI-го моторизованого корпусу подолали лісовий масив і вийшли до дороги Красногвардейськ — Кінгісепп. Після прориву оборони Красногвардійського укріпрайону, рухомі з'єднання Вермахту, майже не зустрічаючи опору Червоної армії, швидко вийшли 15 вересня 1941 на Пулковські висоти, куди також підтяглися з'єднання L-го армійського корпусу та почали погрожувати тилу Слуцько-Колпинського укріпленого району. Але 4-та танкова група по директиві фюрера була знята з фронту, і терміново перекинута на центральний напрямок німецьких військ, де готувалася операція «Тайфун».
36-та моторизована дивізія разом з іншими формуваннями XXXXI-го моторизованого корпусу генерала Г.-Г. Райнхардта зосередилася в місті Луга, звідкіля її залізницею передислокували в район північніше Смоленська, де вона увійшла до складу 3-ї танкової групи генерал-полковника Г. Гота.
2 жовтня 1941 почався загальний наступ північного флангу групи армій «Центр». Створивши значну перевагу на вузьких ділянках, німецькі війська прорвали фронт радянської оборони, в оточення потрапило декілька радянських армій. Загальна чисельність захоплених у полон становила до 688 тис. осіб.
10 жовтня з району Сичовка, наносячи головний удар у напрямку Ржев — Стариця — Калінін, 41-й моторизований (1-ша, 6-та танкові, 36-та моторизована дивізії) і XXVII-й армійський корпуси продовжили наступ.
13 жовтня, наступаючи проти правого крила Західного фронту, частини німецьких 6-ї танкової та 36-ї моторизованої дивізій прорвалися до околиць Калініна. Бої за це місто тривали до початку грудня. Дивізія закріпилася на рубежі річки Волга поблизу Клина.
З початком стратегічного наступу радянських військ під Москвою дивізія, разом з іншими німецькими військами відступила на захід, у врешті-решт перейшло до оборони поблизу Стариці та Ржева. У боях з'єднання втратило велику кількість живої сили та техніки.
Протягом 1942–1943 дивізія тримала оборонні позиції у Ржевському виступі, вела бої за Ярополець, Зубцов, Красний Холм, Бежецьк, Пушкіно, Бараново. У жовтні 1942 запеклі оборонні бої в районі Гжатська.
У лютому-березні 1943 року 36-та моторизована дивізія взяла участь в операції «Бюффель» — операції з виведення німецьких військ з Ржевського виступу. Дивізія відступала з-під Гжатську в напрямку на Вязьму і далі на рубіж річки Ужать. Пізніше дивізія перекинута в район Ярцево, Бор, Духовщина та Демидов. 21 березня 1943 дивізія отримала наказ на реформування та перехід на штати піхотної дивізії. Уся важка техніка була передана до інших моторизованих та танкових з'єднань Вермахту, хоча у порівнянні з іншими піхотними частинами, в 36-й транспортних засобів залишилося набагато більше.
1 травня 1943 року моторизована дивізія офіційно стала іменуватися 36-ю піхотною дивізією другого формування.

## Райони бойових дій
- Німеччина, Франція (листопад 1940 — березень 1941);
- Генеральна губернія (березень — червень 1941);
- СРСР (північний напрямок) (червень 1941 — липень 1942);
- СРСР (центральний напрямок) (липень 1942 — травень 1943).

## Командування

### Командири
- генерал-майор, з 1 березня 1941 генерал-лейтенант Отто-Ернст Оттенбахер (нім. Otto-Ernst Ottenbacher) (15 листопада 1940 — 15 жовтня 1941);
- генерал-майор, з 1 січня 1943 генерал-лейтенант Ганс Гольник (нім. Hans Gollnick) (15 жовтня 1941 — 1 травня 1943).

### Підпорядкованість
| Час      | Корпус      | Армія              | Група армій (округ)  | Штаб                |
| -------- | ----------- | ------------------ | -------------------- | ------------------- |
| 1940     |             |                    |                      |                     |
| листопад | XXIV-й мк   | 2-га армія         | Група армій «C»      | Біч, Баумгольдер    |
| 1941     |             |                    |                      |                     |
| січень   | XXIV-й мк   | 2-га армія         | Група армій «C»      | Біч, Баумгольдер    |
| квітень  | XXIV-й мк   | 11-та армія        | Група армій «C»      | Генеральна губернія |
| травень  | XII-й ак    | 2-га танкова група | —                    | Генеральна губернія |
| липень   | XXXXI-й мк  | 4-та танкова група | Група армій «Північ» | Псков               |
| вересень | XXXXI-й мк  | 4-та танкова група | Група армій «Північ» | Луга                |
| жовтень  | XXXXI-й мк  | 3-тя танкова група | Група армій «Центр»  | Калінін             |
| грудень  | LVI-й мк    | 3-тя танкова група | Група армій «Центр»  | Клин                |
| 1942     |             |                    |                      |                     |
| січень   | XXXXI-й мк  | 3-тя танкова група | Група армій «Центр»  | Бор                 |
| лютий    | XXXXI-й мк  | 9-та армія         | Група армій «Центр»  | Бараново            |
| серпень  | XXXXVI-й тк | 9-та армія         | Група армій «Центр»  | Карманово           |
| 1943     |             |                    |                      |                     |
| січень   | II-й ак     | 16-та армія        | Група армій «Північ» | Дем'янськ, Холм     |

### Склад
| Травень 1941                             |
| ---------------------------------------- |
| 87-й моторизований полк                  |
| 118-й моторизований полк                 |
| 36-й мотоциклетний батальйон             |
| 36-й самохідний артилерійський полк      |
| 36-й винищувально-протитанковий дивізіон |
| 36-й інженерний батальйон                |
| 36-й дивізійний батальйон зв'язку        |
| 36-те дивізійне управління постачання    |
| 36-й запасний батальйон                  |

## Нагороджені дивізії
Нагороджені дивізії
|  | Кавалери Золотого Німецького Хреста                                                                        | 109                                                                                                |
|  | Кавалери Лицарського хреста Залізного хреста з Дубовим листям                                              | 2 (№ 279 оберст Александер Конраді — 22.08.1943 № 282 генерал-лейтенант Ганс Гольник — 24.08.1943) |
|  | Кавалери Лицарського хреста Залізного хреста                                                               | 25                                                                                                 |
|  | Кавалери Почесної застібки Сухопутних військ «Почесна застібка на орденську стрічку для Сухопутних військ» | 20                                                                                                 |

- Нагороджені Сертифікатом Пошани Головнокомандувача Сухопутних військ (9)